# Списак победника УЕФА суперкупа
УЕФА суперкуп је фудбалска утакмица која се сваке године одиграва између победника УЕФА Лиге шампиона и УЕФА Лиге Европе. Основан је 1972. године. До 1999, УЕФА суперкуп су играли освајачи Купа европских шампиона (од 1993. Лиге шампиона) и Купа победника купова (који је касније укинула УЕФА). Последњи суперкуп који се играо у таквом формату био је онај из 1999. између Лација и Манчестер јунајтеда (Лацио је победио резултатом 1 : 0). Такмичење се првобитно састојало од две утакмице које су се играле зимским месецима на стадионима супарничких тимова, али од 1998. игра се само једна утакмица на неутралном терену у августу. Између 1998. и 2012, Стадион Луј II у Монаку је био домаћин суперкупа. Међутим, почевши од суперкупа из 2013, он се одржава сваке године на различитим стадионима широм Европе.
Реал Мадрид је рекордер по броју освојених суперкупова (шест титула). Милан је први клуб који је успео да узастопно буде првак суперкупа и то 1989. и 1990. Реал Мадрид је такође био победник такмичења две године заредом (2016. и 2017). Реал Мадрид и Барселона су највише пута учествовали у УЕФА суперкупу (девет пута) док је Севиља највише пута губила у финалима (шест пута). Клубови из Шпаније највише су пута били прваци такмичења (шеснаест победа), а прате их енглески клубови са десет, односно италијански са девет победа.
Тренутни освајач УЕФА суперкупа је Пари Сен Жермен, који је победио шампиона Лиге Европе Тотенхем хотспур резултатом 2 : 2 (4 : 3) након извођења пенала.

## Победници
|  | Победник одређен након продужетака, златног гола или пенал серије |
|  | Победник Купа европских шампиона / Лиге шампиона                  |
|  | Победник Купа победника купова                                    |
|  | Победник Купа УЕФА / Лиге Европе                                  |

- Колона „година” означава годину у којој се одржао суперкуп.
- Уколико су суперкуп чиниле две утакмице, те утакмице су наведене по редоследу њиховог одигравања.

| Година | Држава                                    | Победник | Резултат | Финалиста | Држава  | Стадион                       | Посећеност |
| ------ | ----------------------------------------- | -------- | -------- | --------- | ------- | ----------------------------- | ---------- |
| 1972.  | Холандија                                 | Ајакс    | 3 : 1    | Рејнџерс  | Шкотска | Ајброкс, Глазгов              | 57.209     |
| 1972.  | Холандија                                 | Ајакс    | 3 : 2    | Рејнџерс  | Шкотска | Олимпијски стадион, Амстердам | 26.168     |
| 1972.  | Ајакс је победио укупним резултатом 6 : 3 |          |          |           |         |                               |            |

| Година | Држава                                                                         | Победник              | Резултат         | Финалиста          | Држава          | Стадион                              | Посећеност  |
| ------ | ------------------------------------------------------------------------------ | --------------------- | ---------------- | ------------------ | --------------- | ------------------------------------ | ----------- |
| 1973.  | Холандија                                                                      | Ајакс                 | 0 : 1            | Милан              | Италија         | Сан Сиро, Милано                     | 15.000      |
| 1973.  | Холандија                                                                      | Ајакс                 | 6 : 0            | Милан              | Италија         | Олимпијски стадион, Амстердам        | 25.000      |
| 1973.  | Ајакс је победио укупним резултатом 6 : 1                                      |                       |                  |                    |                 |                                      |             |
| 1974.  | Није одржан                                                                    | Није одржан           | Није одржан      | Није одржан        | Није одржан     | Није одржан                          | Није одржан |
| 1975.  | Совјетски Савез                                                                | Динамо Кијев          | 1 : 0            | Бајерн Минхен      | Западна Немачка | Олимпијски стадион, Минхен           | 30.000      |
| 1975.  | Совјетски Савез                                                                | Динамо Кијев          | 2 : 0            | Бајерн Минхен      | Западна Немачка | Централни стадион, Кијев             | 110.000     |
| 1975.  | Динамо Кијев је победио укупним резултатом 3 : 0                               |                       |                  |                    |                 |                                      |             |
| 1976.  | Белгија                                                                        | Андерлехт             | 1 : 2            | Бајерн Минхен      | Западна Немачка | Олимпијски стадион, Минхен           | 40.000      |
| 1976.  | Белгија                                                                        | Андерлехт             | 4 : 1            | Бајерн Минхен      | Западна Немачка | Астрид парк, Андерлехт               | 32.000      |
| 1976.  | Андерлехт је победио укупним резултатом 5 : 3                                  |                       |                  |                    |                 |                                      |             |
| 1977.  | Енглеска                                                                       | Ливерпул              | 1 : 1            | Хамбургер          | Западна Немачка | Фолкспаркстадион, Хамбург            | 16.000      |
| 1977.  | Енглеска                                                                       | Ливерпул              | 6 : 0            | Хамбургер          | Западна Немачка | Енфилд, Ливерпул                     | 34.931      |
| 1977.  | Ливерпул је победио укупним резултатом 7 : 1                                   |                       |                  |                    |                 |                                      |             |
| 1978.  | Белгија                                                                        | Андерлехт             | 3 : 1            | Ливерпул           | Енглеска        | Астрид парк, Андерлехт               | 35.000      |
| 1978.  | Белгија                                                                        | Андерлехт             | 1 : 2            | Ливерпул           | Енглеска        | Енфилд, Ливерпул                     | 23.598      |
| 1978.  | Андерлехт је победио укупним резултатом 4 : 3                                  |                       |                  |                    |                 |                                      |             |
| 1979.  | Енглеска                                                                       | Нотингем форест       | 1 : 0            | Барселона          | Шпанија         | Сити граунд, Нотингем                | 23.807      |
| 1979.  | Енглеска                                                                       | Нотингем форест       | 1 : 1            | Барселона          | Шпанија         | Камп ноу, Барселона                  | 80.000      |
| 1979.  | Нотингем форест је победио укупним резултатом 2 : 1                            |                       |                  |                    |                 |                                      |             |
| 1980.  | Шпанија                                                                        | Валенсија             | 1 : 2            | Нотингем форест    | Енглеска        | Сити граунд, Нотингем                | 12.463      |
| 1980.  | Шпанија                                                                        | Валенсија             | 1 : 0            | Нотингем форест    | Енглеска        | Стадион Луис Казанова, Валенсија     | 29.038      |
| 1980.  | Укупан резулат је био 2 : 2; Валенсија је победник због правила гола у гостима |                       |                  |                    |                 |                                      |             |
| 1981.  | Није одржан                                                                    | Није одржан           | Није одржан      | Није одржан        | Није одржан     | Није одржан                          | Није одржан |
| 1982.  | Енглеска                                                                       | Астон Вила            | 0 : 1            | Барселона          | Шпанија         | Камп ноу, Барселона                  | 40.000      |
| 1982.  | Енглеска                                                                       | Астон Вила            | 3 : 0 (п. с. н.) | Барселона          | Шпанија         | Вила парк, Бирмингем                 | 31.750      |
| 1982.  | Астон Вила је победила укупним резултатом 3 : 1                                |                       |                  |                    |                 |                                      |             |
| 1983.  | Шкотска                                                                        | Абердин               | 0 : 0            | Хамбургер          | Западна Немачка | Фолкспаркстадион, Хамбург            | 15.000      |
| 1983.  | Шкотска                                                                        | Абердин               | 2 : 0            | Хамбургер          | Западна Немачка | Питодри, Абердин                     | 22.500      |
| 1983.  | Абердин је победио укупним резултатом 2 : 0                                    |                       |                  |                    |                 |                                      |             |
| 1984.  | Италија                                                                        | Јувентус              | 2 : 0            | Ливерпул           | Енглеска        | Стадион Комунале, Торино             | 55.834      |
| 1985.  | Није одржан                                                                    | Није одржан           | Није одржан      | Није одржан        | Није одржан     | Није одржан                          | Није одржан |
| 1986.  | Румунија                                                                       | Стеауа Букурешт       | 1 : 0            | Динамо Кијев       | Совјетски Савез | Стадион Луј II, Монако               | 8.456       |
| 1987.  | Португалија                                                                    | Порто                 | 1 : 0            | Ајакс              | Холандија       | Олимпијски стадион, Амстердам        | 27.000      |
| 1987.  | Португалија                                                                    | Порто                 | 1 : 0            | Ајакс              | Холандија       | Стадион Дас Антас, Порто             | 50.000      |
| 1987.  | Порто је победио укупним резултатом 2 : 0                                      |                       |                  |                    |                 |                                      |             |
| 1988.  | Белгија                                                                        | Мехелен               | 3 : 0            | ПСВ Ајндховен      | Холандија       | Ахтер де Казерне, Мехелен            | 7.000       |
| 1988.  | Белгија                                                                        | Мехелен               | 0 : 1            | ПСВ Ајндховен      | Холандија       | Филипс стадион, Ајндховен            | 17.100      |
| 1988.  | Мехелен је победио укупним резултатом 3 : 1                                    |                       |                  |                    |                 |                                      |             |
| 1989.  | Италија                                                                        | Милан                 | 1 : 1            | Барселона          | Шпанија         | Камп ноу, Барселона                  | 50.000      |
| 1989.  | Италија                                                                        | Милан                 | 1 : 0            | Барселона          | Шпанија         | Сан Сиро, Милано                     | 50.000      |
| 1989.  | Милан је победио укупним резултатом 2 : 1                                      |                       |                  |                    |                 |                                      |             |
| 1990.  | Италија                                                                        | Милан                 | 1 : 1            | Сампдорија         | Италија         | Стадион Луиђи Ферарис, Ђенова        | 25.000      |
| 1990.  | Италија                                                                        | Милан                 | 2 : 0            | Сампдорија         | Италија         | Стадион Ренато Дал'ара, Болоња       | 25.000      |
| 1990.  | Милан је победио укупним резултатом 3 : 1                                      |                       |                  |                    |                 |                                      |             |
| 1991.  | Енглеска                                                                       | Манчестер јунајтед    | 1 : 0            | Црвена звезда      | Југославија     | Олд трафорд, Манчестер               | 22.110      |
| 1992.  | Шпанија                                                                        | Барселона             | 1 : 1            | Вердер Бремен      | Немачка         | Везерштадион, Бремен                 | 22.098      |
| 1992.  | Шпанија                                                                        | Барселона             | 2 : 1            | Вердер Бремен      | Немачка         | Камп ноу, Барселона                  | 75.000      |
| 1992.  | Барселона је победила укупним резултатом 3 : 2                                 |                       |                  |                    |                 |                                      |             |
| 1993.  | Италија                                                                        | Парма                 | 0 : 1            | Милан              | Италија         | Стадион Енио Тардини, Парма          | 8.083       |
| 1993.  | Италија                                                                        | Парма                 | 2 : 0 (п. с. н.) | Милан              | Италија         | Сан Сиро, Милано                     | 24.074      |
| 1993.  | Парма је победила укупним резултатом 2 : 1                                     |                       |                  |                    |                 |                                      |             |
| 1994.  | Италија                                                                        | Милан                 | 0 : 0            | Арсенал            | Енглеска        | Стадион Хајбери, Лондон              | 38.044      |
| 1994.  | Италија                                                                        | Милан                 | 2 : 0            | Арсенал            | Енглеска        | Сан Сиро, Милано                     | 23.953      |
| 1994.  | Милан је победио укупним резултатом 2 : 0                                      |                       |                  |                    |                 |                                      |             |
| 1995.  | Холандија                                                                      | Ајакс                 | 1 : 1            | Реал Сарагоса      | Шпанија         | Стадион Ла Ромареда, Сарагоса        | 17.500      |
| 1995.  | Холандија                                                                      | Ајакс                 | 4 : 0            | Реал Сарагоса      | Шпанија         | Олимпијски стадион, Амстердам        | 23.000      |
| 1995.  | Ajaкс је победио укупним резултатом 5 : 1                                      |                       |                  |                    |                 |                                      |             |
| 1996.  | Италија                                                                        | Јувентус              | 6 : 1            | Пари Сен Жермен    | Француска       | Парк принчева, Париз                 | 29.519      |
| 1996.  | Италија                                                                        | Јувентус              | 3 : 1            | Пари Сен Жермен    | Француска       | Стадион Ла Фаворита, Палермо         | 35.100      |
| 1996.  | Јувентус је победио укупним резултатом 9 : 2                                   |                       |                  |                    |                 |                                      |             |
| 1997.  | Шпанија                                                                        | Барселона             | 2 : 0            | Борусија Дортмунд  | Немачка         | Камп ноу, Барселона                  | 50.000      |
| 1997.  | Шпанија                                                                        | Барселона             | 1 : 1            | Борусија Дортмунд  | Немачка         | Вестфаленстадион, Дортмунд           | 32.500      |
| 1997.  | Барселона је победила укупним резултатом 3 : 1                                 |                       |                  |                    |                 |                                      |             |
| 1998.  | Енглеска                                                                       | Челси                 | 1 : 0            | Реал Мадрид        | Шпанија         | Стадион Луј II, Монако               | 10.000      |
| 1999.  | Италија                                                                        | Лацио                 | 1 : 0            | Манчестер јунајтед | Енглеска        | Стадион Луј II, Монако               | 12.000      |
| 2000.  | Турска                                                                         | Галатасарај           | 2 : 1 (з. г.)    | Реал Мадрид        | Шпанија         | Стадион Луј II, Монако               | 15.000      |
| 2001.  | Енглеска                                                                       | Ливерпул              | 3 : 2            | Бајерн Минхен      | Немачка         | Стадион Луј II, Монако               | 13.824      |
| 2002.  | Шпанија                                                                        | Реал Мадрид           | 3 : 1            | Фајенорд           | Холандија       | Стадион Луј II, Монако               | 18.284      |
| 2003.  | Италија                                                                        | Милан                 | 1 : 0            | Порто              | Португалија     | Стадион Луј II, Монако               | 16.885      |
| 2004.  | Шпанија                                                                        | Валенсија             | 2 : 1            | Порто              | Португалија     | Стадион Луј II, Монако               | 17.292      |
| 2005.  | Енглеска                                                                       | Ливерпул              | 3 : 1 (п. с. н.) | ЦСКА Москва        | Русија          | Стадион Луј II, Монако               | 17.042      |
| 2006.  | Шпанија                                                                        | Севиља                | 3 : 0            | Барселона          | Шпанија         | Стадион Луј II, Монако               | 17.480      |
| 2007.  | Италија                                                                        | Милан                 | 3 : 1            | Севиља             | Шпанија         | Стадион Луј II, Монако               | 17.822      |
| 2008.  | Русија                                                                         | Зенит Санкт Петербург | 2 : 1            | Манчестер јунајтед | Енглеска        | Стадион Луј II, Монако               | 18.064      |
| 2009.  | Шпанија                                                                        | Барселона             | 1 : 0 (п. с. н.) | Шахтјор Доњецк     | Украјина        | Стадион Луј II, Монако               | 17.738      |
| 2010.  | Шпанија                                                                        | Атлетико Мадрид       | 2 : 0            | Интер              | Италија         | Стадион Луј II, Монако               | 17.265      |
| 2011.  | Шпанија                                                                        | Барселона             | 2 : 0            | Порто              | Португалија     | Стадион Луј II, Монако               | 18.048      |
| 2012.  | Шпанија                                                                        | Атлетико Мадрид       | 4 : 1            | Челси              | Енглеска        | Стадион Луј II, Монако               | 14.312      |
| 2013.  | Немачка                                                                        | Бајерн Минхен         | 2 : 2 (п. с. н.) | Челси              | Енглеска        | Арена Еден, Праг                     | 17.686      |
| 2014.  | Шпанија                                                                        | Реал Мадрид           | 2 : 0            | Севиља             | Шпанија         | Стадион Кардиф сити, Кардиф          | 30.854      |
| 2015.  | Шпанија                                                                        | Барселона             | 5 : 4 (п. с. н.) | Севиља             | Шпанија         | Динамо aрена Борис Пајчадзе, Тбилиси | 51.940      |
| 2016.  | Шпанија                                                                        | Реал Мадрид           | 3 : 2 (п. с. н.) | Севиља             | Шпанија         | Стадион Леркендал, Трондхејм         | 17.939      |
| 2017.  | Шпанија                                                                        | Реал Мадрид           | 2 : 1            | Манчестер јунајтед | Енглеска        | Арена Филип II, Скопље               | 30.421      |
| 2018.  | Шпанија                                                                        | Атлетико Мадрид       | 4 : 2 (п. с. н.) | Реал Мадрид        | Шпанија         | Арена А. Ле Кок, Талин               | 12.424      |
| 2019.  | Енглеска                                                                       | Ливерпул              | 2 : 2 (п. с. н.) | Челси              | Енглеска        | Водафон парк, Истанбул               | 38.434      |
| 2020.  | Немачка                                                                        | Бајерн Минхен         | 2 : 1 (п. с. н.) | Севиља             | Шпанија         | Арена Пушкаш, Будимпешта             | 15.180      |
| 2021.  | Енглеска                                                                       | Челси                 | 1 : 1 (п. с. н.) | Виљареал           | Шпанија         | Виндзор парк, Белфаст                | 10.435      |
| 2022.  | Шпанија                                                                        | Реал Мадрид           | 2 : 0            | Ајнтрахт Франкфурт | Немачка         | Олимпијски стадион, Хелсинки         | 31.042      |
| 2023.  | Енглеска                                                                       | Манчестер сити        | 1 : 1 (п. с. н.) | Севиља             | Шпанија         | Стадион Караискакис, Атина           | 29.207      |
| 2024.  | Шпанија                                                                        | Реал Мадрид           | 2 : 0            | Аталанта           | Италија         | Национални стадион, Варшава          | 56.042      |
| 2025.  | Француска                                                                      | Пари Сен Жермен       | 2 : 2            | Тотенхем хотспур   | Енглеска        | Стадион Фријули, Удине               | 21.025      |

## Учинак

### По клубовима
| Клуб                  | Победник | Финалиста | Година/е када је клуб био шампион   | Година/е када је клуб био финалиста |
| --------------------- | -------- | --------- | ----------------------------------- | ----------------------------------- |
| Реал Мадрид           | 6        | 3         | 2002, 2014, 2016, 2017, 2022, 2024. | 1998, 2000, 2018.                   |
| Барселона             | 5        | 4         | 1992, 1997, 2009, 2011, 2015.       | 1979, 1982, 1989, 2006.             |
| Милан                 | 5        | 2         | 1989, 1990, 1994, 2003, 2007.       | 1973, 1993.                         |
| Ливерпул              | 4        | 2         | 1977, 2001, 2005, 2019.             | 1978, 1984.                         |
| Атлетико Мадрид       | 3        | 0         | 2010, 2012, 2018.                   | —                                   |
| Бајерн Минхен         | 2        | 3         | 2013, 2020.                         | 1975, 1976, 2001.                   |
| Челси                 | 2        | 3         | 1998, 2021.                         | 2012, 2013, 2019.                   |
| Ајакс                 | 2        | 1         | 1973, 1995.                         | 1987.                               |
| Андерлехт             | 2        | 0         | 1976, 1978.                         | —                                   |
| Валенсија             | 2        | 0         | 1980, 2004.                         | —                                   |
| Јувентус              | 2        | 0         | 1984, 1996.                         | —                                   |
| Севиља                | 1        | 6         | 2006.                               | 2007, 2014, 2015, 2016, 2020, 2023. |
| Порто                 | 1        | 3         | 1987.                               | 2003, 2004, 2011.                   |
| Манчестер јунајтед    | 1        | 3         | 1991.                               | 1999, 2008, 2017.                   |
| Динамо Кијев          | 1        | 1         | 1975.                               | 1986.                               |
| Нотингем форест       | 1        | 1         | 1979.                               | 1980.                               |
| Пари Сен Жермен       | 1        | 1         | 2025.                               | 1996.                               |
| Астон Вила            | 1        | 0         | 1982.                               | —                                   |
| Абердин               | 1        | 0         | 1983.                               | —                                   |
| Стеауа Букурешт       | 1        | 0         | 1986.                               | —                                   |
| Мехелен               | 1        | 0         | 1988.                               | —                                   |
| Парма                 | 1        | 0         | 1993.                               | —                                   |
| Лацио                 | 1        | 0         | 1999.                               | —                                   |
| Галатасарај           | 1        | 0         | 2000.                               | —                                   |
| Зенит Санкт Петербург | 1        | 0         | 2008.                               | —                                   |
| Манчестер сити        | 1        | 0         | 2023.                               | —                                   |
| Хамбургер             | 0        | 2         | —                                   | 1977, 1983.                         |
| ПСВ Ајндховен         | 0        | 1         | —                                   | 1988                                |
| Сампдорија            | 0        | 1         | —                                   | 1990.                               |
| Црвена звезда         | 0        | 1         | —                                   | 1991.                               |
| Вердер Бремен         | 0        | 1         | —                                   | 1992.                               |
| Арсенал               | 0        | 1         | —                                   | 1994.                               |
| Реал Сарагоса         | 0        | 1         | —                                   | 1995.                               |
| Борусија Дортмунд     | 0        | 1         | —                                   | 1997.                               |
| Фајенорд              | 0        | 1         | —                                   | 2002.                               |
| ЦСКА Москва           | 0        | 1         | —                                   | 2005.                               |
| Шахтјор Доњецк        | 0        | 1         | —                                   | 2009.                               |
| Интер                 | 0        | 1         | —                                   | 2010.                               |
| Виљареал              | 0        | 1         | —                                   | 2021.                               |
| Ајнтрахт Франкфурт    | 0        | 1         | —                                   | 2022.                               |
| Аталанта              | 0        | 1         | —                                   | 2024.                               |
| Тотенхем хотспур      | 0        | 1         | —                                   | 2025.                               |

### По државама
| Држава          | Бр. победника | Бр. финалиста | Укупно |
| --------------- | ------------- | ------------- | ------ |
| Шпанија         | 17            | 15            | 32     |
| Енглеска        | 10            | 11            | 21     |
| Италија         | 9             | 5             | 14     |
| Белгија         | 3             | 0             | 3      |
| Немачка         | 2             | 8             | 10     |
| Холандија       | 2             | 3             | 5      |
| Португалија     | 1             | 3             | 4      |
| Русија          | 1             | 1             | 2      |
| Совјетски Савез | 1             | 1             | 2      |
| Француска       | 1             | 1             | 2      |
| Румунија        | 1             | 0             | 1      |
| Шкотска         | 1             | 0             | 1      |
| Турска          | 1             | 0             | 1      |
| Украјина        | 0             | 1             | 1      |
| Југославија     | 0             | 1             | 1      |

### По начину квалификације
| Такмичење            | Бр. победника | Бр. финалиста |
| -------------------- | ------------- | ------------- |
| УЕФА Лига шампиона   | 30            | 20            |
| Куп победника купова | 12            | 12            |
| УЕФА Лига Европе     | 8             | 18            |